# Львов, Михаил Дмитриевич
 Михаил Дмитриевич Львов  (1849—1899) — российский химик-органик, профессор Петербургского технологического института.

## Биография
Обучался в частном пансионе, затем в Саратовской губернской гимназии, курс которой окончил в 1866 году с серебряной медалью. Высшее образование получал на физико-математическом факультете Казанского, а затем Санкт-Петербургского университета.
В 1871 году получив степень кандидата по разряду естественных наук, был оставлен при университете и сдал экзамен на степень магистра. В 1871—1873 годах состоял ассистентом академика А. М. Бутлерова, о котором впоследствии написал биографическую статью в «ЭСБЕ», а также редактировал посмертное издание книги последнего «Введение к полному изучению органической химии» (1887). С сентября 1874 по сентябрь 1875 года руководил практическими занятиями офицеров в минном классе морского ведомства в Кронштадте. В то же время читал курс аналитической химии. 
В августе 1875 года Львов занял место штатного лаборанта Санкт-Петербургского университета при органическом отделении химической лаборатории. Также с 1880 года он читал лекции органической химии (до 1892) и неорганической химии (с 1882) на Бестужевских высших женских курсах.
В 1891 году Львов был удостоен степени доктора химии советом Казанского университета «во внимание к его работам в области химии и успешной педагогической деятельности». С 1892 года он состоял приват-доцентом Санкт-Петербургского университета; с 1893 года читал курс неорганической химии в Петербургском технологическом институте (профессор с 1896 года). 
Научно-педагогическая деятельность Львова была направлена по преимуществу на руководство как начинающих практически изучать органическую химию, так и окончивших курс кандидатов-специалистов по химии и на совместную разработку предложенных Львовым научных тем. Некоторые из подобных работ были напечатаны в журналах или в протоколах заседаний Русского химического общества (с 1880 по 1890 год).
В 1870 году М. Д. Львов впервые синтезировал неопентан и сравнил свойства всех трёх изомеров пентана. Изучал хлорирование, окисление, полимеризацию и другие реакции непредельных органических соединений. В 1883 году он открыл, что при хлорировании этиленовых углеводородов образуются непредельные хлориды аллильного типа, и подробно изучил эту реакцию, используемую ныне для промышленного синтеза глицерина.
Львов написал ряд статей в «Энциклопедический словарь Брокгауза и Ефрона».
Похоронен на Смоленском православном кладбище.

## Избранная библиография
- «К вопросу об изомерии кротоновых кислот» («Журнал Русского химического общества», 1870),
- «О предельных углеводородах с пятью паями угля в составе» (там же, 1870),
- «Данные о фотосинтезе, свойствах и некоторых превращениях полимерного бромистого винила» (там же, протоколы 4 мая 1879 и 1 мая 1880),
- «Заметки о новом бромистом амиле» (там же, 1880),
- «Об общих схемах реакций двойных разложений и изомерных превращений» (там же, протокол заседания 3 мая 1884 г.),
- «Гипотеза процесса окисления органических веществ в водных растворах» (там же, протокол 4 мая 1889 года).